# Садиба Алмазово Демидових
Садиба Алмазово Демидових (рос. Алмазово (усадьба)) — унікальна за розплануванням садиба, що пройшла історично довгий шлях формування від середньовічного маєтку до рідкісної садиби доби бароко та ампіру.

## Середньовічне поселення
В письмових джерелах згадана від 1574 року як пустош Ошитково. В 1639 році цар Михайло Федорович віддав землі родині Єлизарових. 1647 року вдова Микити Єлизарова передала землі своєму зятю С. Алмазову, за сприяння останнього Ошитково стало селом. 1707 року в селі збудували дерев'яну церкву св. Сергія Радонезького. Відтак село отримало другу назву Сергієвське. 1726 року володар Іван Семенович Алмазов сприяв перебудові дерев'яного храму на кам'яний.

## Володарі Демидови
1753 року багатий підприємець Демидов Микита Акінфійович придбав землі і село Алмазово, де створив власну садибу в стилістиці бароко. По смерті Микити Демидова володарем садиби став його син Микола Микитович Демидов (1773—1828). На роки їх володарювання і припав розквіт садиби.

## Бароковий сад садиби Алмазово

Генеральний план садиби Алмазово на поч. 19 ст. арх. В. Ткачов Реконструкція Ожегова С. С.

Придбана земельна ділянка була заболоченою. Для інженерно налаштованого і рішучого Микити Демидова (1724—1789) це не було перепоною. Він наказав прорити осушувальний канал, а осушені землі розпланувати під нову садибу з парком навколо.
Згодом виникла думка перетворити канал на головну вісь нової садиби. Створений канал у напрямку схід-захід закінчувався по обох кінцях штучними, копаними озерами. меліоративна система садибних земель мала також додаткові каналт та велике (Лебедине) озеро з системою штучних островів.
Приблизно на середині відстані від штучних озер створили менше озерце з острівцем посередині. Сміливі прожекти не закінчилися зі створенням довгого каналу, довжина котрого сягнула семисот (700) метрів. На серединному озерці з острівцем і вибудували господський дерев'яний будинок, його величну центральну частину, а два флігелі — на берегах каналу. Флігелі поєднувались з центральною частиною господського будинку аркоподібними дерев'яними галереями, що повисали над водою. Каналом та під дерев'яними галереями нетипового будинку катались на човнах.
Розташування господського будинку мимоволі притягло облаштування саду бароко навколо, здебільшого на північному березі каналу. Як і в звичному саду бароко тут були зелені партери, свій лабіринт, театр просто неба, штучна гора Сіон. Звіринець, садибна церква тощо. Незважаючи на барокову стилістику саду і паркових павільйонів, їх розташування було доволі несиметричним і вільним у краєвиді, що ніби пророкувало майбутні зміни садибної моди і зміни на стиль класицизм та пейзажні парки англійського типу.

## Нова доба, нові перебудови

Садиба Алмазово Демидових. Арх. Чеботарьов А. Каретний сарай та стайні, бл. 1826 р., головний фасад і поземний план.

Вже наприкінці 18 ст. пойшла рішуча зміна моди з бароко на офіційно запроваджений в Російській імперії класицизм. 1800 року перебудови в садибі розпочав Микола Демидов.
1818 року вибудована нова садибна церква Казанської Божої Матері. Але нова споруда ще не руйнувала попереднього барокового ансамблю.
Старовинний дерев'яний будинок на острівці з галереями над водою вже не задовольняв нового володаря. Його поруйнють, а новий панський будинок в стилі класицизм напланували створити осторонь від каналу на його південному березі. Сад бароко деградував, а його павільйони, лабіринт, театр просто неба занапастили.
Збережена низка проєктів споруд, котрі напланували створити в садибі в першій третині 18 ст. Серед них панський будинок, два флігелі, стайні, господарські приміщення в стилі пізнього класицизму та ампіру.

## Подальша історія
Сільське поселення доволі повільно збільшувалось. В середині 19 ст. тут зафіксували церкву, прихисток для убогих, шовкову фабрику купця Курина. Село перейшло у володіння Людинолюбного товариства.
З 1929 року село рахують за Щолковським районом Московської області. В колишньому господському домі Демидових — інтернат для розумово відсталих дітей та сиріт.
Канал занепадає без очищення і догляду. Парк остаточно знищений і прогулянки ним небезпечні для відвідин на початок 21 ст.

## Галерея

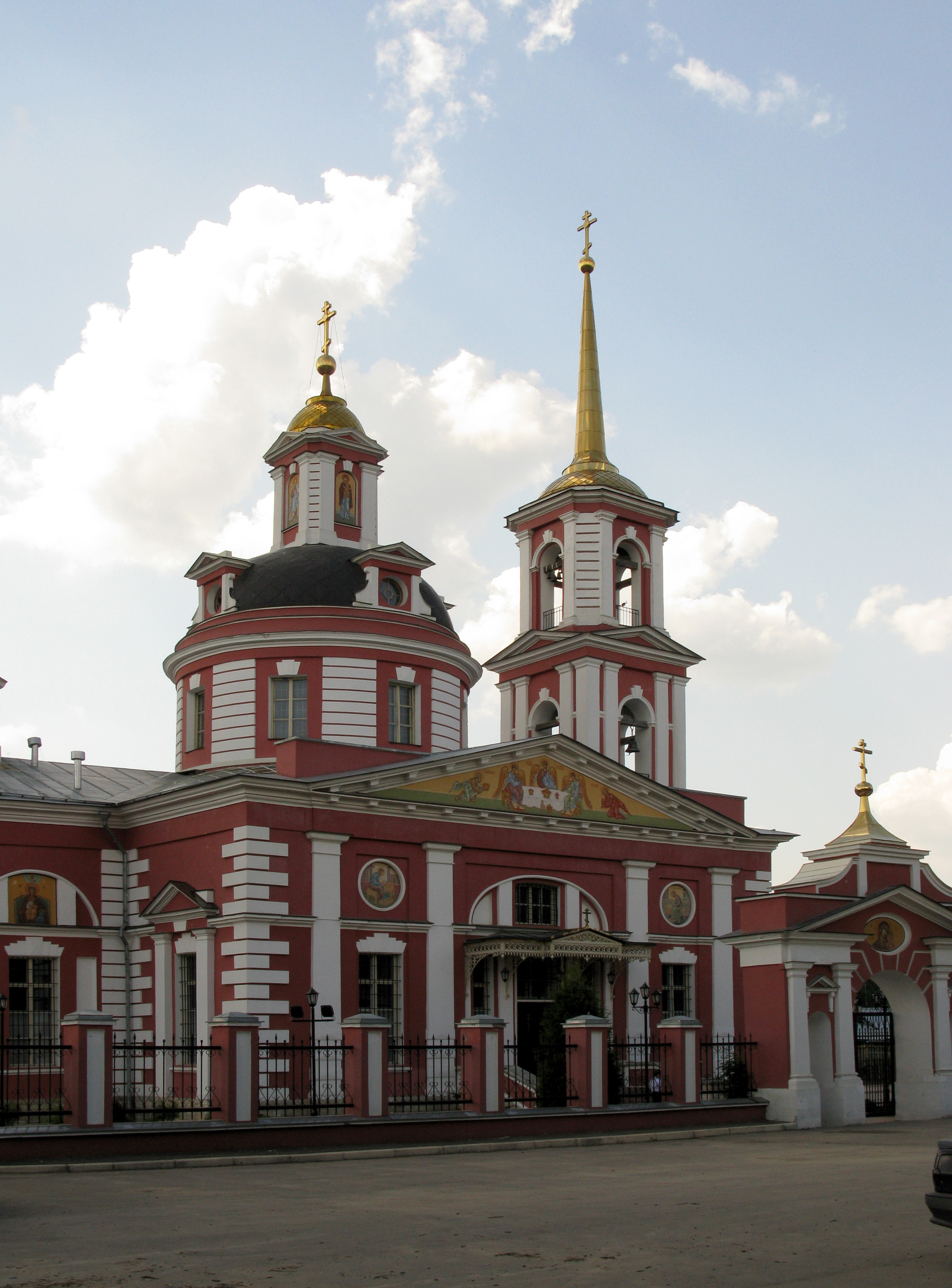
Садибна церква св. Сергія Радонезького

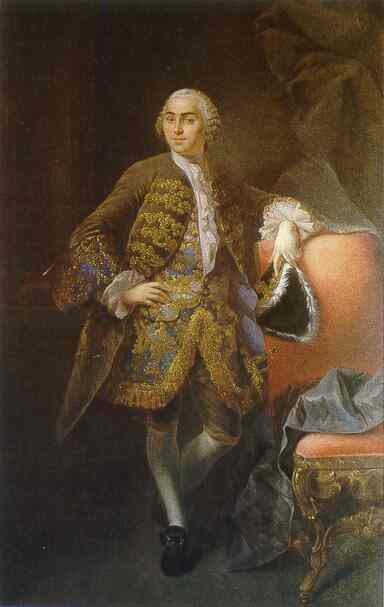
Худ. Луї Токке. «Портрет підприємця Микити Акінфійовича Демидова», до 1758 р.
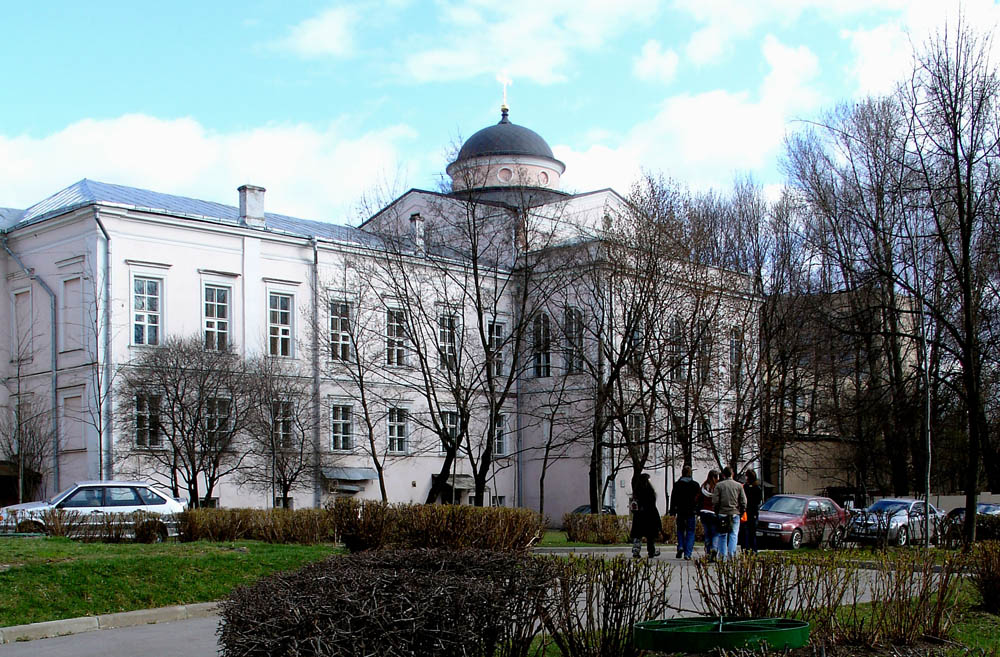
Міська садиба Николая Демидова у Москві, нині Обласний університет
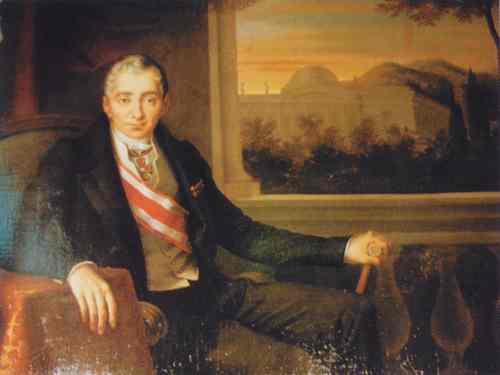
Худ. К Мореллі. Портрет Миколая Демидова в останні роки життя